# Avalon (película de 2011)
Avalon es una película dramática sueca dirigida por Axel Petersén y Måns Månsson estrenada en 2011.

## Trama
La trama de Avalon se desarrolla en un entorno urbano contemporáneo, centrándose en la vida de Janne, interpretado por Johannes Brost, un músico de jazz que, después de décadas de éxito, se enfrenta a la realidad de su situación económica y personal. La historia se desenvuelve de manera pausada y reflexiva, permitiendo que el espectador se sumerja en la vida cotidiana de Janne y experimente su lucha por mantener su dignidad frente a las adversidades.
La cinematografía de Avalon destaca por su estilo visual distintivo. La dirección de fotografía de Ita Zbroniec-Zajt brinda una estética que complementa la narrativa, utilizando una paleta de colores apagados y encuadres que capturan la soledad y la melancolía del protagonista. Además, la banda sonora, compuesta por August Wanngren, añade profundidad emocional a la película, reforzando la experiencia del espectador a lo largo de la historia.
El guion, escrito por Axel Petersén, demuestra una atención meticulosa a los detalles y un enfoque en los personajes complejos. Avalon explora temas universales como el envejecimiento, la pérdida y la búsqueda de significado en la vida. La película evita caer en convencionalismos narrativos, desafiando las expectativas del público y ofreciendo una experiencia cinematográfica que invita a la reflexión.
El elenco, encabezado por Johannes Brost, ofrece actuaciones convincentes que contribuyen a la autenticidad de los personajes y sus interacciones. La habilidad de Brost para transmitir las emociones sutiles de su personaje agrega una capa adicional de complejidad a la historia.

## Elenco
- Johannes Brost – Janne
- Peter Carlberg – Klas
- sv – Jackie, la hermana de Janne
- Carl Johan De Geer – Leif
- Charlotte Wandt - Agnes, la hija de Janne
- Simas Lindesis - Donatas, el trabajador invitado
- Migle Polikeviciute - Irina, la novia de Donatas
- Malou Stiller - Stefanie
- Henrik Lilliér - Becker, un gángster de Småland
- Stefan Huynh - Tonny
- Agosto Wittgenstein - Michel

## Secuela
En 2017 hubo un spin-off centrado en el personaje de Becker, llamado Becker, el rey de Tingsryd .